# Johanniterklostret i Eskilstuna

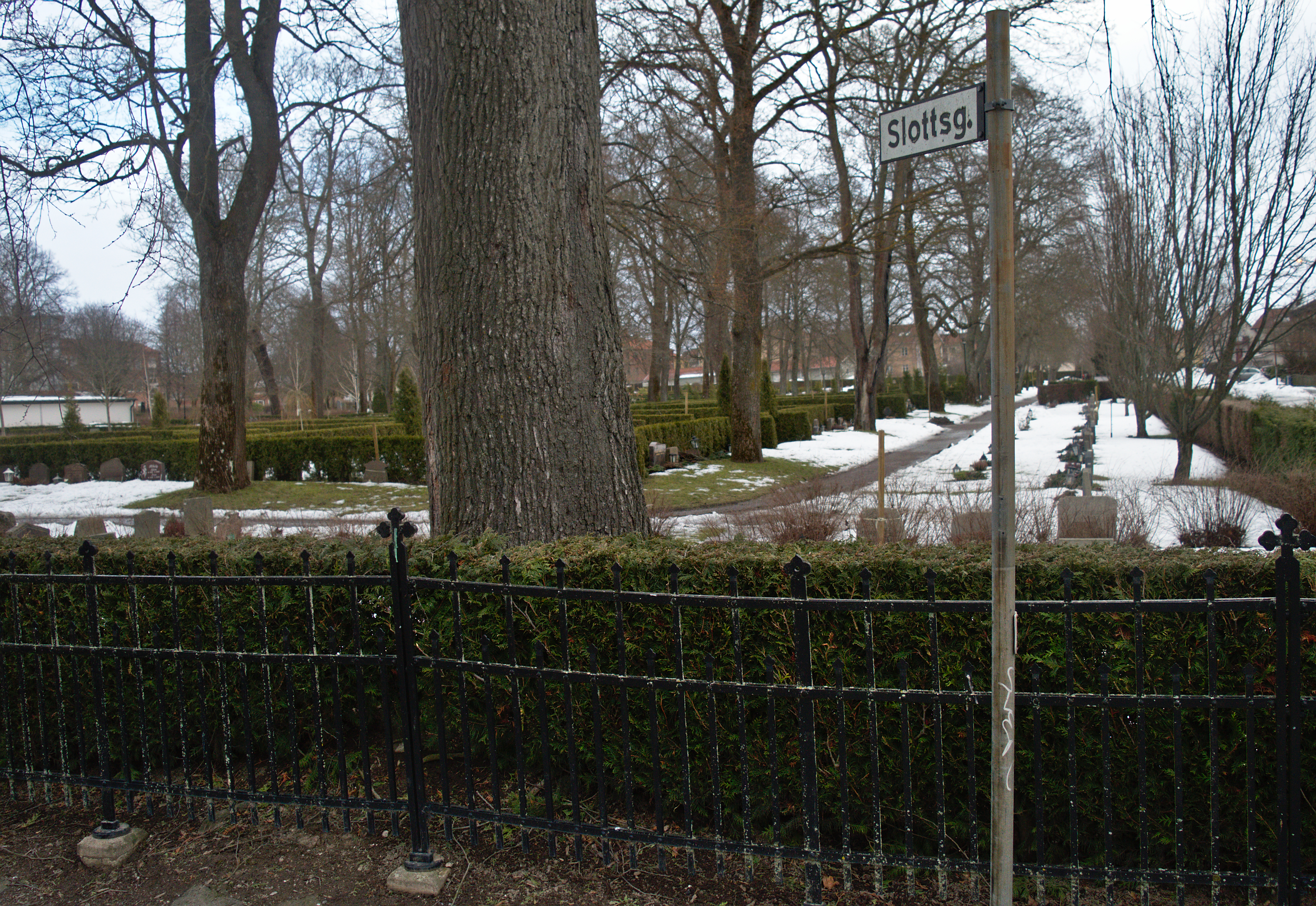
Slottskyrkogården,ungefärlig plats för Johanniterklostret

Johanniterklostret i Eskilstuna var ett kloster i Eskilstuna, som grundades av Johanniterorden till minne av den engelske missionären Eskil, vilken stenades utanför Strängnäs 1080. 
Klostret etablerades omkring 1170 runt Eskils gravkyrka. Det är obekant hur det såg ut, men torde under 1300- och 1400-talen ha byggts ut till ett stort klosterkomplex. Klostret bedrev sjuk- och åldringsvård, och en form av tätort började växa fram i anslutning till klostret och längs dagens Köpmangatan. 
Klostret låg vid nuvarande Slottsskolan och disponerade även Fors kyrka och gården Hunsta i nuvarande sydvästra Eskilstuna. Klostret stängdes i samband med Gustav Vasas reduktion 1527. Klosterbyggnaden revs 1585 och användes som byggmaterial till slottet Eskilstuna hus.
Pilgrimer vallfärdade gärna till klostret, eftersom det förvaltade S:t Eskils grav och reliker.
Klostret bedrev från 1330-talet även verksamhet i Stockholm, där man bland annat uppförde S:t Johanneskyrkan 1514. År 1479 grundade Johanniterorden även klostret Kronobäck i Småland.